# Constantin Pomuț
Constantin Pomuț (n. 12 martie 1920, București, România – d. 10 ianuarie 1944, Al Doilea Război Mondial) a fost un pilot român de aviație, as al Aviației Române din cel de-al Doilea Război Mondial.
Adjutantul stagiar av. Constantin Pomuț a fost decorat cu Ordinul Virtutea Aeronautică de război cu spade, clasa Cavaler (4 noiembrie 1941) „pentru eroismul dovedit în luptele aeriene dela Bolgrad, Vâlcov și Ismail, când a doborât cinci avioane inamice. Pentru curajul arătat în cele 59 misiuni pe front”.

## Decorații
- Ordinul „Virtutea Aeronautică” de Război cu spade, clasa Cavaler (4 noiembrie 1941)[2]